# 藤田奈央
藤田 奈央（ふじた なお、5月14日 - ）は、日本の女性声優。ヴィムス所属。奈良県出身。

## 人物
吉本興業・日本ナレーション演技研究所出身。
方言は関西弁。
趣味は煮込み料理を作ること、温泉旅行。特技は灰汁取り、ツッコミ。

## 出演
太字はメインキャラクター。

### テレビアニメ
2012年
- AKB0048（店員）
- ぬっこ。NUKKO（らっこ）

2014年
- エスカ&ロジーのアトリエ 〜黄昏の空の錬金術士〜（母親）
- 最近、妹のようすがちょっとおかしいんだが。（テニス部員C）
- 四月は君の嘘（出場者、保護者）
- Z/X IGNITION（食堂のおばちゃん〈若本〉）
- 棺姫のチャイカ（母親）

2015年
- アルスラーン戦記（町民）
- 銀魂゜（男の子A）
- JKめし!（朝比奈涼香）
- 探偵歌劇ミルキィホームズTD（係官B）
- ブレイブビーツ（渡辺晴彦、野良ワニ、天宮真衣）

2016年
- クオリディア・コード（オペレーター）
- 競女!!!!!!!!（原田みよ）
- 双星の陰陽師（胡花の兄）
- 美少女遊戯ユニット クレーンゲールGalaxy（ダークゴリラ）

2017年
- GRANBLUE FANTASY The Animation（村人女C、おかみさん）
- ID-0（オペレーターA）
- DIVE!!（小学生時代の要一）
- アホガール（おばさん）
- 最遊記RELOAD BLAST（子供、女将、悟浄の継母）
- ブラッククローバー（2017年 - 2018年、アスタ〈6歳、8歳〉）
- いぬやしき（獅子神皓〈小学生〉、レポーター、通行人）
- クラシカロイド（2017年 - 2018年、主婦、アナウンサー）

2018年
- 覇穹 封神演義（女性配下）
- レイトン ミステリー探偵社 〜カトリーのナゾトキファイル〜（研究者の妻A）
- はるかなレシーブ（遥の母）
- Back Street Girls -ゴクドルズ-（健太郎の母）
- ハイスコアガール（横山〈小学生〉）
- ツルネ -風舞高校弓道部-（矢取担当、女子生徒、アナウンス）

2019年
- 約束のネバーランド（クローネ）
- 火ノ丸相撲（幼少期の兵藤）
- ダンジョンに出会いを求めるのは間違っているだろうかII（娼婦）
- あひるの空（子供）
- 星合の空（春日綾花）
- ライフル・イズ・ビューティフル（店主）

2020年
- とある科学の超電磁砲T（体育教師）
- 呪術廻戦（たかしくん）

2021年
- ふしぎ駄菓子屋 銭天堂（同級生、母）
- スケートリーディング☆スターズ（記者）
- ミュークルドリーミー（妖精(2)）
- フルーツバスケット（女）
- ラブライブ!スーパースター!!
- 境界戦機（日本人女性）

2022年
- ジョジョの奇妙な冒険 ストーンオーシャン（日焼け）

2023年
- あやかしトライアングル（八尺様）
- シュガーアップル・フェアリーテイル（女将）
- 吸血鬼すぐ死ぬ2（青い果実に本物の愛を教える会 会員A）
- ゴールデンカムイ（子供たち）
- 機動戦士ガンダム 水星の魔女（CICオペレーター）
- 鴨乃橋ロンの禁断推理（海野南）

2024年
- WIND BREAKER
- 2.5次元の誘惑（アキトの母）
- トリリオンゲーム（女性客）
- デリコズ・ナーサリー（貴族の子）

2025年
- 魔神創造伝ワタル（神様幼稚園の先生）
- SAKAMOTO DAYS（子供）

### OVA
- まりもの花 〜最強武闘派小学生伝説〜（2012年、哲）
- フルーツバスケット -prelude-（2022年、不良）

### Webアニメ
- A.I.C.O. Incarnation（2018年、アナウンサー）
- 日本沈没2020（2020年、女性警官）
- 魔神英雄伝ワタル 七魂の龍神丸（2020年、スタッフC）

### ゲーム
2011年
- ぎゃる☆がん（天野麻里、滝沢夏子、三田蝶子）

2012年
- 時と永遠 〜トキトワ〜

2014年
- JUDAS CODE

2017年
- エンドライド -X fragments-（ペコ）

2019年
- ゴーストリコン ブレイクポイント（イルザ・ハーゾグ）

2021年
- 機動戦士ガンダム バトルオペレーション コードフェアリー（イルメラ・グルーバー）

### ドラマCD
- 秋山くん（2012年09月30日、柴の母[14]）
- 魔神英雄伝ワタル 七魂の龍神丸 オーディオドラマ「咲き誇れ、奇跡の龍樹!」（2022年、女の獣人〈キリン〉）

### 吹き替え

#### 映画
2012年
- 痛み（ジソン）

2013年
- ハッピーエンディング（キム・クマ）
- バロン ほらふき男爵の冒険（コンスタンツェ・ヘルバーグ〈ジェシカ・シュワルツ〉）

2014年
- ゾーイの秘密アプリ
- ロッジ LODGE（クレア〈ジョアンヌ・ケリー〉）

2015年
- ニンジャ・アベンジャーズ（武田波子〈肘井美佳〉）
- ペーパータウン

2016年
- 新しいワタシの見つけ方（レクシー〈クリスティーナ・ロビンソン〉）
- ヴィンセントが教えてくれたこと（リンダ）
- ジョイ
- ダーティー・コップ（女〈スカイ・フェレイラ〉）
- ナイト・ビフォア 俺たちのメリーハングオーバー（ベッツィー〈ジリアン・ベル〉）
- なりすましアサシン（カイリー・アップルバウム〈ケレン・コールマン〉）
- ライト/オフ
- マイ・インターン（ドリス）

2017年
- 王様のためのホログラム（ハンナ〈シセ・バベット・クヌッセン〉）
- グランド・イリュージョン 見破られたトリック（ナタリー・オースティン〈サナ・レイサン〉）
- 哭声/コクソン（ムヒョン〈チョン・ウヒ〉）
- ネオン・デーモン（ジジ〈ベラ・ヒースコート〉）
- ハイウェイ10へ進め（ゲイル）
- ピザ!（ヴィグネーシュ）
- ヒットマンズ・ボディガード（アメリア・ルーセル〈エロディ・ユン〉）
- ホリデイ・イン・ザ・ワイルド
- マダム・フローレンス! 夢見るふたり（アグネス・スターク〈ニーナ・アリアンダ〉）

2018年
- ある愛の詩 ※VOD版
- 聖杯たちの騎士（デラ〈イモージェン・プーツ〉）
- 聖夜の贈り物（ブロック〈アリサ・コックス〉）
- トゥームレイダー ファースト・ミッション（アフジャ夫人）
- ワンダー 君は太陽（ペトーサ先生〈アリ・リーバート〉）

2019年
- アリー/ スター誕生（ポーレット〈ドレナ・デ・ニーロ〉）
- オーヴァーロード（クロエ〈マチルド・オリヴィエ〉）※ワーナー・ブラザース版
- 奇跡の絆
- クリスマス・プリンス: ロイヤルベイビー（リン〈クリスタル・ユー〉）

2020年
- ソニック・ザ・ムービー（上級補佐官）
- ザ・ブック・オブ・ヘンリー（ヘンリー・カーペンター〈ジェイデン・リーバハー〉）

2022年
- エニシング・イズ・ポッシブル（ケルサ〈エヴァ・レイン〉）

2023年
- インディ・ジョーンズと運命のダイヤル（メイソン〈シャウネット・レネー・ウィルソン〉）

2024年
- デリヴァランス -悪霊の家-（エボニー〈アンドラ・デイ〉）

2025年
- スーパーマン（クローリー局長〈ティナシー・カジェセ〉）

#### ドラマ
2011年
- 新ビバリーヒルズ青春白書3（若いマーラ）

2012年
- ナース・ジャッキー3（黒人女性救急隊員）※WOWOW版
- ハッピーエンディング（キム・クマ〈ソ・ユジン〉）

2014年
- Black Sails/ブラック・セイルズ（マックス〈ジェシカ・パーカー・ケネディ〉）

2015年
- ストレイン 沈黙のエクリプス シーズン1（ザック・グッドウェザー〈ベン・ハイランド〉）
- スニーキー・ピート（ジュリア・ボウマン〈マリン・アイアランド〉）

2016年
- スクリーム・クイーンズ（ゼイデイ・ウィリアムズ〈キキ・パーマー〉）
- ストレイン 沈黙のエクリプス（ザック・グッドウェザー）

2017年
- エメラルドシティ（ドロシー〈アドリア・アルホナ〉）
- スニーキー・ピート（ジュリア〈マリン・アイアランド〉）
- エクスパンス -巨獣めざめる- シーズン2 - （ロベルタ・“ボビー”・ドレーパー〈フランキー・アダムス〉）
- ヒューマンズ（カレン〈ルース・ブラッドリー〉）
- フォーリング･ウォーター（オリヴィア・ワトソン〈アナ・ウッド〉）
- GLOW: ゴージャス・レディ・オブ・レスリング（チェリー “ジャンク・チェーン”〈サイデル・ノエル〉）

2018年
- ザ・ホーンティング・オブ・ヒルハウス（オリビア・クレイン〈カーラ・グギノ〉）
- ハンドメイズ・テイル/侍女の物語（モイラ〈サミラ・ワイリー〉）

2019年
- キラー・マイクのきわどいニュース（エセル, 女性司会者1）
- シェイムレス9 俺たちに恥はない（アレックスほか）
- 親愛なる白人様 シーズン3（ティナ）
- トリンケット 〜小さな宝物〜（ローリー・フォスター〈ジョイ・ブライアント〉）
- プルーブン・イノセント 冤罪弁護士（ヴァイオレット〈ニッキー・M・ジェームズ〉）

2020年
- エイリアニスト: 暗闇の天使 シーズン2（バイオレット）
- Pバレー: ストリッパーの道（オータム〈エラリカ・ジョンソン〉）

2021年
- ARROW/アロー シーズン8（ダイナ・ドレイク/ブラックキャナリー〈ジュリアナ・ハーカヴィ〉）
- こいぬのおうち（ベッツィー・ピーターソン）
- THE 100/ハンドレッド シーズン7（ナイラ〈ジェシカ・ハーモン〉）
- スワッガー シーズン1
- ホワイト・クイーン 白薔薇の女王（エリザベス・ウッドヴィル〈レベッカ・ファーガソン〉）
- シュミガドーン!（メリッサ・ギンブル〈セシリー・ストロング〉）

2023年
- スワッガー シーズン2（ケイシャ、ネカ）
- カンガセイロ ～ブラジル盗賊団～

2024年
- ビューティ・イン・ブラック（キミー〈テイラー・P・ウィリアムズ〉）

2025年
- ミッシング・ユー（カット・ドノヴァン〈ロザリンド・エリーザー〉）

#### アニメ
2013年
- 怪盗グルーのミニオン危機一発
- ピーターパン 新たなる冒険（マイケル）
- マイリトルポニー〜トモダチは魔法〜（ゼコラ、サファイアショアーズ）

2017年
- ワクフ（ユーゴ）

2019年
- スヌーピー宇宙への道（カーラ）
- Helpsters ～お助けモンスターズ～（ハート）

2021年
- 新 ルーニー・テューンズ（ローダ・ラウンドハウス）

2022年
- ミニオンズ フィーバー（救命士1）

### デジタルコミック
- VOMIC 虹色デイズ（小早川杏奈）
- VOMIC ニポンゴ（佐藤さやか）
- 無欲なボクの不貞行為（2023年、マリ[32]）

### 司会
- 常盤薬品白ふっくら肌 美白化粧水『なめらか本舗』CM発表会（MC）
- ニコ生×Voice『激論!福山哲郎vs岸博幸日本のエネルギー政策を問う』（アシスタントMC）

### ボイスオーバー
- AKB48のぐぐたす民（2012年、メロディー/ガイダ/ナビラ）
- スゴ腕どうぶつドクター（ドクター・ブレンダ）
- プロジェクト・ランウェイ シーズン16（ケニア・フリーマン）

### ラジオ
- 電磁マシマシ（2012年、CBCラジオ）ラジオ内での呼称は マシマシ娘4号、藤田亭
- JKめし!ラジオ（2015年 - 2016年、CBCラジオ）[33]